# Limín Khersonísou (ort i Grekland)
Limín Khersonísou (Limenas Hersonissou) är en ort i Grekland.   Den ligger i prefekturen Nomós Irakleíou och regionen Kreta, i den sydöstra delen av landet, 300 km söder om huvudstaden Aten. Limín Khersonísou ligger 1 meter över havet och antalet invånare är 3 103.
Terrängen runt Limín Khersonísou är kuperad åt sydväst, men norrut är den platt. Havet är nära Limín Khersonísou åt nordost. Runt Limín Khersonísou är det ganska tätbefolkat, med 108 invånare per kvadratkilometer. Närmaste större samhälle är Goúvai, 7,3 km väster om Limín Khersonísou. == Kommentarer ==
1. ↑  Framräknat ur variansen i alla höjduppgifter (DEM 3") från Viewfinder Panoramas, inom 10 km radie.[2] Mer om algoritmen finns här: Användare:Lsjbot/Algoritmer.